# Postulados de Evans
Os postulados de Evans foram acréscimos aos postulados de Koch, elaborados por Alfred Evans em 1976, motivados pela expansão do conhecimento biomédico.

## Postulados
[carece de fontes?]
1. a prevalência da doença deve ser significativamente mais alta entre os expostos à causa suspeita do que entre os controlos não expostos.
2. a exposição à causa suspeita deve ser mais frequente entre os atingidos pela doença do que o grupo de controlo que não a apresenta, mantendo constante os demais factores de risco.
3. a incidência da doença deve ser significantemente mais elevada entre os expostos à causa suspeita do que entre aqueles não expostos.
4. a exposição ao agente causal suspeito deve ser seguida de doença, enquanto que a distribuição do período de incubação deve apresentar uma curva normal.
5. um espectro da resposta do hospedeiro deve seguir a exposição ao provável agente, num gradiente biológico que vai do benigno ao grave.
6. uma resposta mensurável do hospedeiro, até então inexistente, tem alta probabilidade de aparecer após a exposição ao provável agente, ou aumentar em magnitude se presente anteriormente.
7. a reprodução experimental da doença deve ocorrer mais frequentemente em animais ou no homem adequadamente exposta à provável causa do que naqueles não expostos.
8. a eliminação ou modificação da causa provável deve diminuir a incidência da doença.
9. a prevenção ou modificação da resposta do hospedeiro face a exposição à causa provável deve diminuir a incidência ou eliminar a doença.
10. todas as associações ou achados devem apresentar consistência com os conhecimentos no campo da biologia e da epidemiologia.